# Канадська футбольна ліга (CSL)
Канадська футбольна ліга (англ. Canadian Soccer League) — професійна ліга для канадських футбольних клубів, розташованих переважно в провінції Онтаріо, спадкоємця Канадської національної футбольної ліги.
Сезон триває з травня по жовтень, більшість матчів проводиться у вихідні, а потім у форматі плей-оф, який визначає переможця. Ліга була заснована в 1998 році як Канадська професійна ліга футболу (CPSL) в результаті союзу, укладеного футбольною асоціацією Онтаріо (OSA) з Канадською національною лігою футболу.З 2019 року він складається з 16 команд і поділений на два підрозділи.  

## формат
Традиційно під час сезону ліги команди зазвичай грали врівноважений графік з 18 або 22 матчів з квітня / травня по жовтень / листопад, і вісім кращих команд у рейтингу просувались до плей-оф. У кожному матчі команда-переможець отримує три очки, а у разі нічиїх команд - один бал. Бали не програються за програш. Наприкінці кожного сезону клуб з найбільшою кількістю очок увінчається регулярним чемпіоном сезону.  
Конкуренція граються як чвертьфінали одного матчу, а потім півфінали одного матчу для чотирьох вижили команд та фінал одного матчу, який увінчає чемпіонів CSL. Немає автоматичного просування та вилучення між першим та другим дивізіоном.

## Команди
У сезоні 2019 в турнірі беруть участь такі команди:  
- «Бранфорд Галактика» (Брантфорд)
- «КСК Місісаґа» (Місісаґа)
- «Юкрейн Юнайтед» (Торонто)
- «Воркута» (Торонто)
- «Гамільтон Сіті ФК» (Гамільтон)
- «Кінгсман ФК» (Кінг)
- «Реал Місісаґа ФК» (Місісаґа)
- «Скарборо ФК» (Торонто)
- «Сербські білі орли» (Торонто)
- «ФК Ватерлоо» (Ватерлоо)

## Найуспішніші клуби
| Клуб               | Чемпіон | Переможні сезони                   |
| ------------------ | ------- | ---------------------------------- |
| Торонто Хорватія   | 6       | 2000, 2004, 2007, 2011, 2012, 2015 |
| Стрільці Йоркської | 3       | 2006, 2014, 2017                   |
| Сербські білі орли | 2       | 2008, 2016                         |
| Вовки Св. Катаріни | 2       | 1998, 2001                         |
| Жеребці Брамптона  | 1       | 2003                               |
| Бранфорд Галактика | 1       | 2010                               |
| Воркута            | 1       | 2018                               |
| Оквілл Сині чорти  | 1       | 2005                               |
| Чарівники Оттави   | 1       | 2002                               |
| Скарборо ФК        | 1       | 2019                               |
| ФК Ватерлоо        | 1       | 2013                               |
| Торонто Олімпійці  | 1       | 1999                               |
| Трой-Рив'єр Аттак  | 1       | 2009                               |